# Thomas Hudson
Thomas Hudson (Devon, 1701 – Twickenham, 26 gennaio 1779) è stato un pittore inglese.

## Biografia

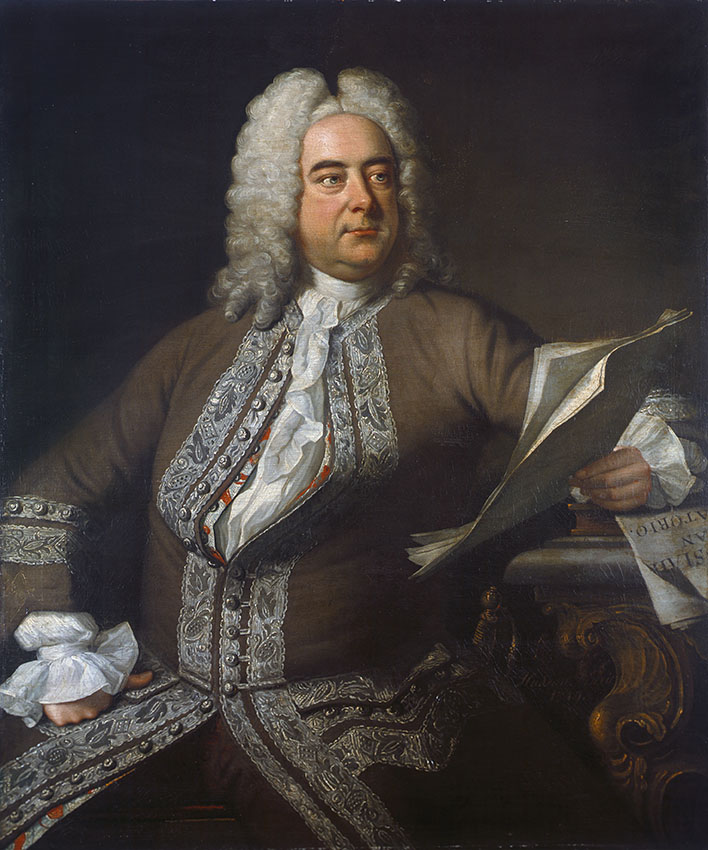
Georg Friedrich Händel, dipinto di Thomas Hudson (1749)

Hudson nacque in Devon nel 1701. Il luogo di nascita esatto è sconosciuto. Studiò sotto Jonathan Richardson a Londra e contro la sua volontà sposò la figlia di Richardson, anteriormente al 1725.
Hudson fu molto prolifico tra il 1740 ed il 1760 e, dal 1745 fino al 1755 fu il più famoso ritrattista di Londra.
Ebbe molti assistenti ed utilizzò lo specialista di pittura su drappi Joseph van Aken. Joshua Reynolds,  Joseph Wright ed il pittore di drappi Peter Toms furono suoi studenti.

Hudson visitò i Paesi Bassi nel 1748 e l'Italia nel 1752. Nel 1753 comprò una casa a Cross Deep, Twickenham, proprio a monte della villa di Pope.  Si ritirò verso la fine del 1750.  William Hickey descrisse la vecchiaia di Hudson
Morì a Twickenham nel 1779. La sua vasta collezione d'arte privata è stata venduta in tre vendite separate.
Molte delle opere di Hudson si possono ammirare nelle gallerie d'arte attraverso tutto il Regno Unito. Fra queste c'è la National Portrait Gallery, the National Maritime Museum, Tate Gallery, il Foundling Museum ed il Museo e la galleria d'arte di Bristol.